# لورا لوبيز
لورا لوبيز (بالإسبانية: Laura López Ventosa)‏ هي لاعبة كرة الماء إسبانية، ولدت في 13 يناير 1988 في مدريد في إسبانيا.

## وصلات خارجية
- لورا لوبيز على موقع الاتحاد الدولي للسباحة (الإنجليزية)
- لورا لوبيز على موقع اللجنة الأولمبية الدولية (الإنجليزية)
- لورا لوبيز على موقع أوليمبيديا (الإنجليزية)
- لورا لوبيز على موقع اللجنة الأولمبية الإسبانية (الإسبانية)